# Калахео
Калахео (гав. Kalāheo — букв. «великолепный день») — статистически обособленная местность, расположенная в округе Кауаи, штат Гавайи, США.

## География
Согласно Бюро переписи населения США статистически обособленная местность Калахео имеет общую площадь 7,8 квадратных километров, из которых 7,6 км2 относится к суше и 0,1 км2 или 2 % — к водным ресурсам.

## Демография
По данным переписи населения за 2000 год в Калахео проживало 3913 человек, насчитывалось 1428 домашних хозяйств, 1039 семей и 1509 жилых дома. Средняя плотность населения составляла около 512,9 человек на один квадратный километр.
Расовый состав Калахео по данным переписи распределился следующим образом: 40 % белых, 0,2 % — чёрных или афроамериканцев, 0,2 % — коренных американцев, 29,6 % — азиатов, 3,9 % — коренных жителей тихоокеанских островов, 24,9 % — представителей смешанных рас, 1,2 % — других народностей. Латиноамериканцы составили 11,5 % населения.
Из 1428 домашних хозяйств в 32,2 % — воспитывали детей в возрасте до 18 лет, 57,8 % представляли собой совместно проживающие супружеские пары, в 10,9 % семей женщины проживали без мужей, 27,2 % не имели семьи. 20,2 % от общего числа семей на момент переписи жили самостоятельно, при этом 9 % составили одинокие пожилые люди в возрасте 65 лет и старше. В среднем домашнее хозяйство ведут 2,74 человека, а средний размер семьи — 3,18 человек.
Население Калахео по возрастному диапазону (данные переписи 2000 года) распределилось следующим образом: 24,6 % — жители младше 18 лет, 7,4 % — между 18 и 24 годами, 26 % — от 25 до 44 лет, 27,2 % — от 45 до 64 лет и 14,8 % — в возрасте 65 лет и старше. Средний возраст жителей составил 40 лет. На каждые 100 женщин приходился 101 мужчина, при этом на каждые сто женщин 18 лет и старше приходилось 98,7 мужчин также старше 18 лет.

## Экономика
Средний доход на одно домашнее хозяйство Калахео составил 57 813 долларов США, а средний доход на одну семью — 63 615 долларов. При этом мужчины имели средний доход в 40 951 долларов в год против 31 477 долларов среднегодового дохода у женщин. Доход на душу населения составил 23 501 долларов в год. 1,5 % от всего числа семей в местности и 2,4 % от всей численности населения находилось на момент переписи за чертой бедности, при этом 2,6 % из них были моложе 18 лет и 1,3 % — в возрасте 65 лет и старше.

## Достопримечательности
В Калахео находится Национальный тропический ботанический сад США.